# Eleutherodactylus siopelus
Eleutherodactylus siopelus là một loài ếch trong họ Leptodactylidae.
Nó được tìm thấy ở Colombia và có thể cả Ecuador.
Môi trường sống tự nhiên của nó là các khu rừng vùng núi ẩm nhiệt đới hoặc cận nhiệt đới. Loài này đang bị đe dọa do mất môi trường sống.